# Мазин
Мазин (хорв. Mazin) — населений пункт у Хорватії, у Задарській жупанії у складі громади Грачаць.

## Населення
Населення за даними перепису 2011 року становило 47 осіб.
Динаміка чисельності населення поселення:

## Клімат
Середня річна температура становить 6,73 °C, середня максимальна – 20,73 °C, а середня мінімальна – -8,42 °C. Середня річна кількість опадів – 1286 мм.
| Клімат поселення                              | Клімат поселення | Клімат поселення | Клімат поселення | Клімат поселення | Клімат поселення | Клімат поселення | Клімат поселення | Клімат поселення | Клімат поселення | Клімат поселення | Клімат поселення | Клімат поселення | Клімат поселення |
| Показник                                      | Січ.             | Лют.             | Бер.             | Квіт.            | Трав.            | Черв.            | Лип.             | Серп.            | Вер.             | Жовт.            | Лист.            | Груд.            |                  |
| Середній максимум, °C                         | 4,53             | 5,08             | 7,89             | 11,84            | 16,85            | 20,21            | 20,73            | 20,32            | 16,55            | 12,24            | 7,26             | 3,36             |                  |
| Середня температура, °C                       | −1,95            | −1,4             | 1,42             | 5,36             | 10,38            | 13,74            | 16,18            | 15,78            | 12,01            | 7,70             | 2,72             | −1,18            |                  |
| Середній мінімум, °C                          | −8,42            | −7,87            | −5,05            | −1,12            | 3,91             | 7,27             | 11,65            | 11,24            | 7,46             | 3,15             | −1,82            | −5,72            |                  |
| Норма опадів, мм                              | 91               | 93               | 100              | 111              | 97               | 100              | 72               | 85               | 118              | 134              | 157              | 128              |                  |
| Середньомісячна швидкість вітру, м/с          | 2.48             | 2.64             | 2.78             | 2.68             | 2.46             | 2.16             | 2.11             | 2.02             | 2.18             | 2.39             | 2.65             | 2.76             |                  |
| Середньомісячна сонячна радіація, кДж/м²·день | 4875             | 7523             | 11007            | 15421            | 19293            | 21405            | 23113            | 20058            | 14959            | 9738             | 5311             | 4081             |                  |
| --------------------------------------------- | ---------------- | ---------------- | ---------------- | ---------------- | ---------------- | ---------------- | ---------------- | ---------------- | ---------------- | ---------------- | ---------------- | ---------------- | ---------------- |
| Джерело:                                      |                  |                  |                  |                  |                  |                  |                  |                  |                  |                  |                  |                  |                  |